# Pavel Banja
Pavel Banja (Bulgaars: Павел баня) is een stad en een gemeente in de Bulgaarse oblast Stara Zagora. De stad ligt op ongeveer 20 kilometer afstand van de stad Kazanlak en de stad Kalofer.

## Geografie

### Ligging
De gemeente Pavel Banja is gelegen in het noordwestelijke deel van Stara Zagora. Met een oppervlakte van 518,675 vierkante kilometer is het de vijfde van de 11 gemeenten van het district, oftewel 10,06% van het grondgebied van de district. De grenzen zijn als volgt:
- in het oosten - gemeente Kazanlak:
- in het zuiden - de gemeente Bratja Daskalovi;
- in het zuidwesten - gemeente Brezovo, oblast Plovdiv;
- in het westen - gemeente Karlovo, oblast Plovdiv;
- in het noordwesten - gemeente Apriltsi, oblast Lovetsj;
- in het noorden - gemeente Sevlievo, oblast Gabrovo;
- in het noordoosten - gemeente Gabrovo, oblast Gabrovo.

### Klimaat
Pavel Banja heeft een landklimaat met warme zomers (gemiddeld 22 graden celsius) en koude winters (gemiddeld 1 graden celsius).

## Bevolking
Op 31 december 2020 telde de stad 2.533 inwoners, terwijl de gemeente Pavel Banja, die naast de stad Pavel Banja ook de twaalf nabijgelegen dorpen omvat, 13.263 inwoners had.
|          | 1934  | 1946  | 1956  | 1965  | 1975  | 1985  | 1992  | 2001  | 2011  | 2020  |
| -------- | ----- | ----- | ----- | ----- | ----- | ----- | ----- | ----- | ----- | ----- |
| Stad     | 1623  | 1630  | 2090  | 2755  | 3124  | 3307  | 3202  | 3077  | 2767  | 2533  |
| Gemeente | 20011 | 19827 | 19547 | 19762 | 20498 | 19464 | 16950 | 15891 | 14186 | 13263 |

## Gemeentelijke kernen
- Pavel Banja (hoofdplaats)
- Aleksandrovo
- Asen
- Gabarevo
- Gorno Sachrane
- Dolno Sachrane
- Manolovo
- Osetenovo
- Skobelevo
- Tăža
- Tarnitsjeni
- Toerija
- Viden

Bestuurlijk centrum: Stara Zagora
Bratja Daskalovi · Tsjirpan · Galabovo · Goerkovo · Kazanlak · Maglizj ·Nikolaevo · Opan · Pavel Banja · Radnevo · Stara Zagora